# Епархия Удджайна
Епархия Удджайна (лат. Eparchia Ujjainensis) — епархия Сиро-малабарской католической церкви c центром в городе Удджайн, Индия. Епархия Удджайна входит в латинскую митрополию Бхопала. Кафедральным собором епархии Удджайна является церковь Пресвятой Девы Марии.

## История
29 июля 1968 года Римский папа Павел VI выпустил буллу Apostolicum munus, которой учредил апостольский экзархат Удджайна, выделив его из Индаура.
26 февраля 1977 года Римский папа Павел VI выпустил буллу Qui divino consilio, которой преобразовал апостольский экзархат Удджайна в епархию.

## Ординарии епархии
- епископ John Perumattam  (29.07.1968 – 4.04.1998);
- епископ Sebastian Vadakel (4.04.1998 – по настоящее время).

## Источник
- Annuario Pontificio, Libreria Editrice Vaticana, Città del Vaticano, 2003, ISBN 88-209-7422-3
- Булла Apostolicum munus  (лат.)
- (лат.) Булла  Qui divino consilio, AAS 69 (1977), стр. 242  (лат.)